# Doce

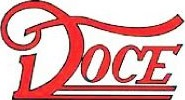
Logo der Gruppe

Doce war eine portugiesische Mädchengruppe (Girlgroup) aus den 1980er-Jahren.

## Geschichte
Die Band wurde im Oktober 1979 in Lissabon gegründet, auf Betreiben von Tozé Brito, A&R der portugiesischen Polygram, und Cláudio Condé, der brasilianische Manager von Polygram Portugal. Sie casteten die vier Mitglieder Laura Diogo, Lena Coelho, Fátima Padinha und Teresa Miguel. Fátima und Teresa waren die weibliche Hälfte der Gruppe Gemini, die 1978 Portugal beim Grand Prix Eurovision vertrat.
Ihr Repertoire bestand ganz überwiegend aus Liedern, die Tozé Brito, Pedro Brito und Mike Sergeant für sie schrieben und arrangierten (Tozé Brito und Mike Sergeant waren zuvor die männliche Hälfte der Gruppe Gemini). Unter künstlerischer Leitung des Modedesigners José Carlos bestimmten fortan effektvolle Choreografien und ein abgestimmtes äußeres Erscheinungsbild die immer zahlreicheren Auftritte der Gruppe, und ihre von eingängigen Melodien geprägten Lieder wurden zunehmend populär.
1980 erschien ihre erste Single, Amanhã de Manhã, die mit über 50.000 verkauften Exemplaren gleich vergoldet wurde. Im gleichen Jahr erschien dann ihr erstes Album, OK KO, dessen Titelstück auch in den USA und Kanada veröffentlicht wurde. Es folgten zahlreiche weitere erfolgreiche Alben und Singles und eine Vielzahl Auftritte, auch im Fernsehen.
1981 nahmen die Mädchen teil am portugiesischen Vorentscheid für den Eurovision Song Contest mit dem Lied Ali-Bábá, um homem das Arábias: Sie erreichten nur den 4. Platz. Ein Jahr später gewann die Gruppe dort mit dem Lied Bem Bom und vertraten danach Portugal beim Eurovision Song Contest, doch beim Songcontest 1982 erreichten sie nur Platz 13. Danach nahmen sie auch spanisch- und englischsprachige Versionen auf.
1985 wurde Lena Coelho schwanger und verließ die Gruppe, für sie kam Fernanda de Sousa in die Band, bis zur Auflösung 1987. Zum Abschied erschien mit Doce 1979–1987 eine Best-of-Zusammenstellung als Doppel-LP.
Fernanda de Sousa machte danach unter dem Künstlernamen Ágata eine Solokarriere, während von den Original-Mitgliedern nur Lena Coelho danach noch weiter als Musikerin aktiv blieb, als Mitglied der Gruppe Banda Sucesso.
Nach einer Reihe Best-Of-Veröffentlichungen (u. a. 2003, 2004, 2011 und 2020) war für den 26. November 2020 der Kinostart des Films Bem Bom angekündigt. Auf Grund der COVID-19-Pandemie in Portugal erschien das Biopic über die Band Doce erst im Frühjahr 2021. Er wurde ein großer Erfolg und erschien als DVD, und auch der Soundtrack wurde als CD veröffentlicht, mit neu eingesungenen Versionen bekannter Doce-Stücke durch die Schauspielerinnen aus dem Film. Aus ihm wurde auch die Fernseh-Miniserie Doce produziert, die ab 2. Oktober 2021 in sieben Episoden am Samstagabend bei RTP1 ausgestrahlt wurde.

## Diskografie

### Alben
- OK KO (LP, Polygram, 1980)
- É Demais (LP, Polygram, 1981)
- Doce 1979–1987 (Compilação, Polygram, 1986)
- 15 anos Depois (Compilação, Universal, 2002)
- Doce Mania (Compilação, Universal, 2003)
- O melhor (Compilação, 2020)

### Singles
- Amanhã de Manhã/Depois de Ti (Single, Polygram, 1980)
- Doce/Um Beijo Só (Single, Polygram, 1980)
- OK KO/Doce Caseiro (Single, Polygram, 1980)
- Ali-Bábá (Um Homem das Arábias)/Jingle Tónico (Single, Polygram, 1981)
- É Demais/Dói-dói (Single, Polygram, 1981)
- Bem Bom/Perfumada (Single, Polygram, 1982)
- For The Love Of Conchita/Choose Again (Single, Polygram, 1983)
- Starlight/Stepping Stone (Single, Polygram, 1983)
- Quente, Quente, Quente/Eu e o meu namorado (Single, Polygram, 1984)
- O Barquinho da Esperança/A história do barquinho (Single, Polygram, 1984)

## Trivia
Fátima war in erster Ehe mit Pedro Passos Coelho verheiratet, dem von 2011 bis 2015 amtierenden portugiesischen Premierminister und hat zwei Töchter mit ihm.